# Glašince
Glašince (cyr. Глашинце) – wieś w Serbii, w okręgu toplickim, w gminie Žitorađa. W 2011 roku liczyła 390 mieszkańców.